# السرة (الكويت)
السرة منطقة سكنية كويتية حديثة من ضمن التمدد العمراني للمناطق الكويتية وهي إحدى المناطق الثلاث التي ظهرت في سنوات الثمانينات وهي: السرة وقرطبة واليرموك وكانوا في بداية الأمر يتبعون محافظة الفروانية وبعدها تم تحويلهم لمحافظة حولي وأخيرا تم تحويلهم لمحافظة العاصمة وتوجد بها الكثير من السفارات والقنصليات والمدارس الأجنبية.

## التاريخ

### المسمى
أصل تسمية المنطقة بالسرة؛ يرجع إلى أن منطقة السرة قديماً اشتهرت بانتشار التلال فيها، وكان يطلق على هذه التلال اسم “سريرات”، ومع مرور الوقت اختصر الناس هذه التسمية إلى السرة، وكان أحد هذه التلال مستديرًا ويشبه الجبل، وقد بنى الشيخ مبارك قصره في وسطه.

### الموقع الجغرافي
تقع منطقة السرة في دولة الكويت، وتتبع إداريًا لمحافظة العاصمة، وهي ضمن الدائرة الانتخابية الثالثة، وتجاورها مناطق الروضة وقرطبة- التابعتين لذات المحافظة- وكل من منطقة الجابرية و(جنوب السرة) السلام - التابعتين لمحافظة حولي. تُقسَّم منطقة السرة إلى ستة قطع وبشكل عام، فإن منطقة السرة هي المنطقة المحصورة بين الطرق الرئيسة الأربعة: طريق المغرب السريع، والدائري الرابع، ووشارع دمشق، والدائري الخامس، ولها مخرجان رئيسيان من جهة الدائري الرابع: شارع علي بن أبي طالب، وشارع حمد يوسف بن حسين الرومي- والذي يعد مدخلاً للمنطقة أيضا من جهة الدائري الخامس- والشارع الرئيسي طارق بن زياد الذي يمر بمنتصف منطقة  السرة ويصل بين طريق المغرب السريع وشارع دمشق.

### إحصائيات
- في عام 1996 بلغ عدد سكان منطقة السرة حسب احصائية صادرة عن وزارة الداخلية: 11,351 نسمة، منهم 7360 كويتي و3991 غير كويتي.
- في عام 2018 بلغ التعداد السكاني لمنطقة السرة: نحو 36,517 نسمة.

### السكان قديمًا
كان الناس يعيشون حياة بسيطة فكانت المودة والثقة تميز علاقتهم ببعضهم البعض، وكان الواحد يترك فتحة في جدار بيته الذي يفصله عن جاره تسمى «نقبة»او الفرية [الفرجة] ، بيوتهم متلاصقة ويتشاركون المناسبات والطعام، حيث إذا طبخ الجار لابد أن يطعم جاره من طبخه. كانت البيوت الطينية المبنية من الطوب واللبن تختلف من شخص لآخر، من الجدير بالذكر أنه لم تكن هناك مكيفات هوائية إلا أن الشخص المقتدر ماليا كان يترك فتحة في سقف منزله تسمى «البقدير» [البادقير] و هي كلمة فارسية مركبة من (باد) وتعني الهواء و (قير) و تعني ماسك(ماسك او حاوي الهواء) وكان يحيط بها الهواء من أعلى السطح مصدات هواء يصطدم بها الهواء فينزل إلى أسفل البيت وبهذا يتم الحصول على الهواء البارد الطبيعي. كانت في السابق كنبة طينية بارزة من البيت الطيني أمام كل بيت تسمى ب«الدجا»[الدكة] ، يجلس عليها سكان البيوت ويتجاذبون أطراف الحديث. ظلت منطقة السرة تفتقر للسكان مدة طويلة لكنها بدأت تشهد عمليات التعمير منذ العام 1963، حيث بدأت المباني تنتشر ولكن على مسافات متباعدة، وكان الظلام الدامس يغمر المنطقة إلا فيما ندر، حيث كان يستخدم بعض المواطنين ماكينات الكهرباء لتنير لهم إلى أن دخلت الكهرباء منطقة السرة قبل عام 1976م. وأهم ما يميز منطقة السرة في بداية الفترة التي شهدت عمرانها هو قصر الشيخ عبد الله المبارك الصباح وقصر الشيخ سالم العلي الصباح اللذان كانا من أقدم سكان منطقة السرة.

### الزراعة
تتميز منطقة السرة منذ القدم عن غيرها من المناطق بميزات، منها: خصوبة أرضها واعتدال جوها وذلك ناجم من ارتفاع مستوى أرضها عن باقي مناطق الكويت، وكانت في الثلاثينات والأربيعينيات تحوي العديد من القسائم الزراعية، ومن مزروعاتها قديما «الحنطة» أي القمح والخضراوات مثل الطماطم والخيار للاستهلاك المحلي آنذاك. ساهم اكتشاف النفط في ترك المواطنين للزراعة والاتجاه لأعمال أخرى متنوعة.

## أعلام
- الشهيد جاسم المطوع
- الشهيد عبد اللطيف المنير
- الروائي سعود السنعوسي.
- الشيخ عبدالله المبارك الصباح
- الشيخ سالم العلي الصباح
- حليمة بولند

## في الأدب والكتب
- حدّد الكاتب سعود السنعوسي في روايته فئران أمي حصة، السرّة كالمنطقة التي يسكنها أبطال الرواية وتدور فيها معظم الأحداث الرئيسية.[1]

## في التلفزيون
- تم تصوير بعض حلقات مسلسل على الدنيا السلام في منطقة السرة.[1]